# Notylia bungerothii
Notylia bungerothii là một loài phong lan thấy ở miền bắc Nam Mỹ tới Ecuador.